# Trópico de Câncer (Henry Miller)
Tropic of Cancer (Trópico de Câncer em português), é um romance do escritor norteamericano Henry Miller, escrito entre 1930 e 1934, quando foi publicado pela primeira vez na França, tendo sido proibido nos Estados Unidos até 1961.
Como tantos escritores que emigraram para a Europa nos anos 1920-30, Miller experimentou na capital francesa tudo o que há de bom e de ruim na condição de exilado voluntário: o desenraizamento, a liberdade, o desespero, a vida anárquica e boêmia, a falta de dinheiro.
O romance, narrado em primeira pessoa, é o resultado literário dessa experiência, um confronto direto entre o vigoroso individualismo de Miller e o mundo caótico e ameaçador do entreguerras.  A obra teve primeira edição em Paris, pela Obelisk Press em 1934, e publicada nos EUA somente em 1961 pela editora Grove Press, quando enfrentou julgamentos por obscenidade que testaram as leis americanas sobre pornografia no início da década. Em 1964, a Suprema Corte dos EUA declarou o livro não obsceno. 
Sendo considerada uma obra importante da literatura do século XX, foi publicada no Brasil em 1963. 
Sem obedecer a uma sequência linear, o romance se estende pelos bulevares da cidade, entra em suas pensões baratas, se embebeda nos cafés ordinários, convive com uma multidão de artistas e intelectuais igualmente desenraizados e sem dinheiro, dorme com prostitutas e mulheres solitárias. O ritmo é de relato rápido, ansioso, de quem quer chegar à medula das coisas.
Tendo sido acusado de pornográfico e obsceno quando foi lançado, o livro de Henry Miller pode, hoje, ser lido, sem as lentes do preconceito, como um dos mais intensos testemunhos literários de uma geração que mergulhou de cabeça na vertigem do século XX.  O escritor e historiador José Maria Cançado é de opinião que o romance coloca um ponto final na visão romanceada do amor e do sexo, e coloca nestes termos sua visão, em artigo publicado pela Folha de São Paulo em 2003: "Hoje, esses temas parecem ter perdido, por assim dizer, a centralidade histórica, política e cultural que tiveram. Certamente porque os aspectos regressivos da dominação e as formas de controle, planetarizadas e aparentemente sem fissura, ganharam outros patamares e outro grau de violência" 
Miller deu a seguinte explicação sobre o motivo do título do livro ser Trópico de Câncer: "Foi porque para mim o câncer simboliza a doença da civilização, o ponto final do caminho errado, a necessidade de mudar radicalmente o curso, de começar tudo de novo, do zero." 

## Adaptação
- Tropic of Cancer - filme de 1970.

## Edições

### Portugal
- 2009, Editorial Presença (ISBN 9789722340977)

### Brasil
- 2008, Editora José Olympio (ISBN 9788503009386)
- Editora O globo

1. 1 2  «Tropic of Cancer (novel)». Wikipedia (em inglês). 4 de julho de 2025. Consultado em 9 de julho de 2025
2. 1 2  «Folha de S.Paulo - Biblioteca Folha: "Trópico de Câncer" quebra aura romanesca do amor - 26/07/2003». www1.folha.uol.com.br. Consultado em 9 de julho de 2025